# Bethel (Missouri)
Bethel – wieś w Stanach Zjednoczonych, w stanie Missouri, w hrabstwie Shelby.